# Гай Клодий Криспин
Гай Клодий Криспин (на латински: Gaius Clodius Crispinus) е политик и сенатор на Римската империя през началото на 2 век.
През 113 г. той е консул заедно с Луций Публилий Целс и след това със суфектконсул Сервий Корнелий Долабела Метилиан Помпей Марцел.